# Hayley Williams
Hayley Nichole Williams (Meridian, Misisipi, 27 de diciembre de 1988) es una cantante, compositora y multinstrumentista estadounidense, conocida por ser la vocalista, principal compositora y teclista de la banda de rock Paramore.
Nacida y criada en Misisipi, Williams se mudó a Franklin, Tennessee, a la edad de 13 años justo después de que sus padres se divorciaran en 2002. En 2004, formó Paramore junto a Josh Farro, Zac Farro y Jeremy Davis. La banda está formada actualmente por Hayley Williams, Zac Farro y Taylor York. La banda ha publicado seis álbumes de estudio: All We Know Is Falling (2005), Riot! (2007), Brand New Eyes (2009), Paramore (2013), After Laughter (2017) y This Is Why (2023).
Williams lanzó su primer sencillo en solitario, «Simmer», el 22 de enero de 2020, y ese mismo día anunció que su álbum de estudio debut, Petals for Armor, saldría a la venta el 8 de mayo de 2020. El álbum fue precedido por dos EP titulados Petals for Armor I y II que constituyen los dos primeros tercios del álbum. Su segundo disco en solitario, Flowers for Vases / Descansos, se publicó menos de un año después, el 5 de febrero de 2021.
Además de Paramore y antes de su carrera en solitario, Williams grabó la canción "Teenagers" para la banda sonora de Jennifer's Body (2009) y ha colaborado con artistas como October Fall, The Chariot, Set Your Goals, Zedd y New Found Glory. En 2010, apareció en el sencillo "Airplanes" de B.o.B. Alcanzó el número dos en el Billboard Hot 100 de Estados Unidos. Una secuela de la canción, "Airplanes, Part II", presenta nuevos versos de B.o.B. y un verso de Eminem, mientras que la voz de Williams sigue siendo la misma. Esta colaboración le valió una nominación al Grammy a la Mejor Colaboración Vocal de Pop.
Otras empresas en las que Williams ha explorado son la serie en línea de belleza y música Kiss-Off en Popular TV lanzada en 2015 y la empresa de tintes para el cabello Good Dye Young, lanzada en 2016.

## Primeros años
Hayley Nichole Williams nació en Meridian, el 27 de diciembre de 1988, hija de Joey y Cristi Williams. Tiene dos medias hermanas más jóvenes. Tras el divorcio de sus padres en 2002, Williams se trasladó con su madre a Franklin, Tennessee. Conoció a sus futuros compañeros de banda Josh y Zac Farro en su nueva escuela. Poco después de instalarse en Franklin, comenzó a tomar clases de canto con Brett Manning. Mientras estaba en la escuela, hizo una prueba para una banda local de funk, The Factory, donde conoció a Jeremy Davis. El vecino de la infancia de Williams era el jugador de la NBA Rodney Hood.

## Carrera musical

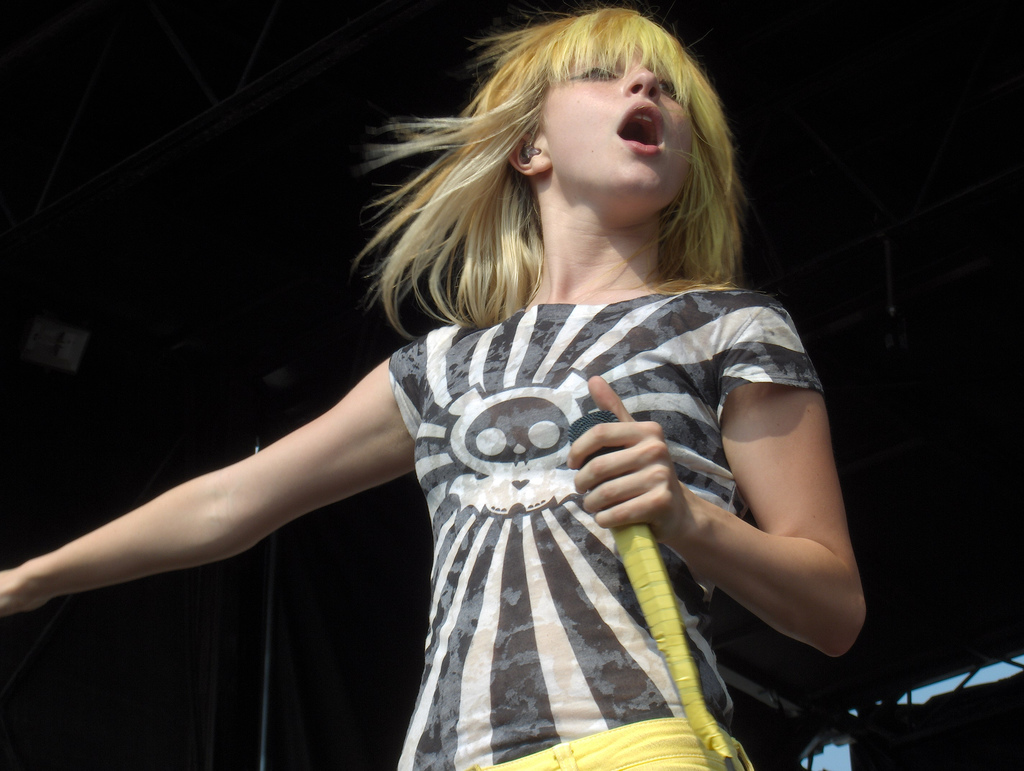
Williams actuando en el Warped Tour 2007

Williams fue descubierta en 2003 por los mánagers Dave Steunebrink y Richard Williams, que firmaron con la joven de 14 años un contrato de producción de dos años. En ese momento estaba escribiendo canciones pop con compositores en Nashville. Williams fue presentada a Tom Storms, A&R de Atlantic Records, a través de los abogados de Richard Williams, Jim Zumwalt y Kent Marcus, y luego fue contratada por el sello por Jason Flom. El plan original de la discográfica para su nueva artista era convertirla en una artista pop en solitario, pero Williams se opuso, diciendo que quería formar parte de una banda y tocar música pop punk.
Atlantic decidió seguir sus deseos, y entonces formó Paramore con Josh Farro, Zac Farro y Jeremy Davis. La música de Paramore iba a salir originalmente en Atlantic Records, pero el departamento de marketing de la discográfica decidió que sería mejor para la imagen de la banda no tenerla vinculada a un gran sello. En su lugar, lanzaron su música a través de un sello nicho más "genial", Fueled by Ramen. Según Williams, el nombre "Paramore" procede del apellido de soltera de la madre de uno de sus primeros bajistas. Una vez que el grupo conoció el significado del homófono "paramour" ("amante secreto"), decidieron adoptar el nombre, utilizando la grafía Paramore. El álbum debut de la banda, All We Know Is Falling, se publicó en 2005, cuando Hayley tenía solo 16 años. Desde entonces, Paramore ha publicado otros cinco álbumes de estudio, Riot! (2007), Brand New Eyes (2009), el homónimo Paramore (2013), After Laughter (2017) y This Is Why (2023). En junio de 2009, la banda dio la bienvenida a Taylor York (guitarra rítmica) como miembro oficial, aunque ya había estado tocando como miembro de gira con la banda desde 2007. En diciembre de 2010, dos de los miembros fundadores de Paramore (Josh y Zac Farro) dejaron la banda. La noticia fue publicada por Williams en el sitio web de Paramore, y Josh publicó más tarde un blog en el que confirmaba su marcha, calificando al grupo de "producto manufacturado de una gran discográfica, montado en los faldones del 'sueño de Hayley'".
En 2006, Paramore salió de gira fuera de los Estados Unidos por primera vez, lo que incluyó una gira en el Reino Unido y el apoyo a la banda de rock post-hardcore The Blackout en el Give It A Name Festival en Europa. Al año siguiente, ella y el resto de Paramore hicieron una aparición en el video musical de "Kiss Me" de New Found Glory. En la encuesta de los lectores de Kerrang! Readers' Poll, quedó en segundo lugar tras Amy Lee, de Evanescence, en la categoría de "Mujer Más Sexy", y un año más tarde, en la encuesta de 2008, obtuvo el primer puesto como "Mujer Más Sexy", y de nuevo en la encuesta de 2009, 2010, 2011 y 2012. También aparece como personaje jugable en el videojuego Guitar Hero World Tour tras completar "Misery Business" en la campaña de vocalistas.

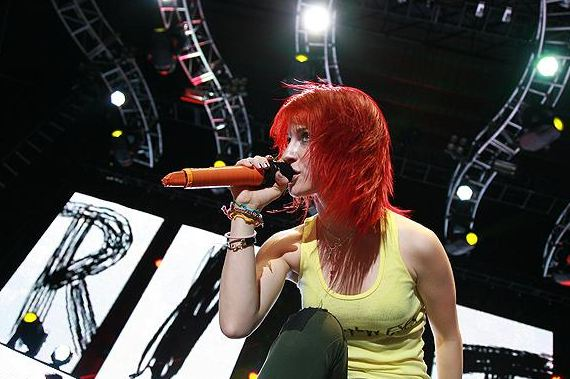
Williams actuando en 2010

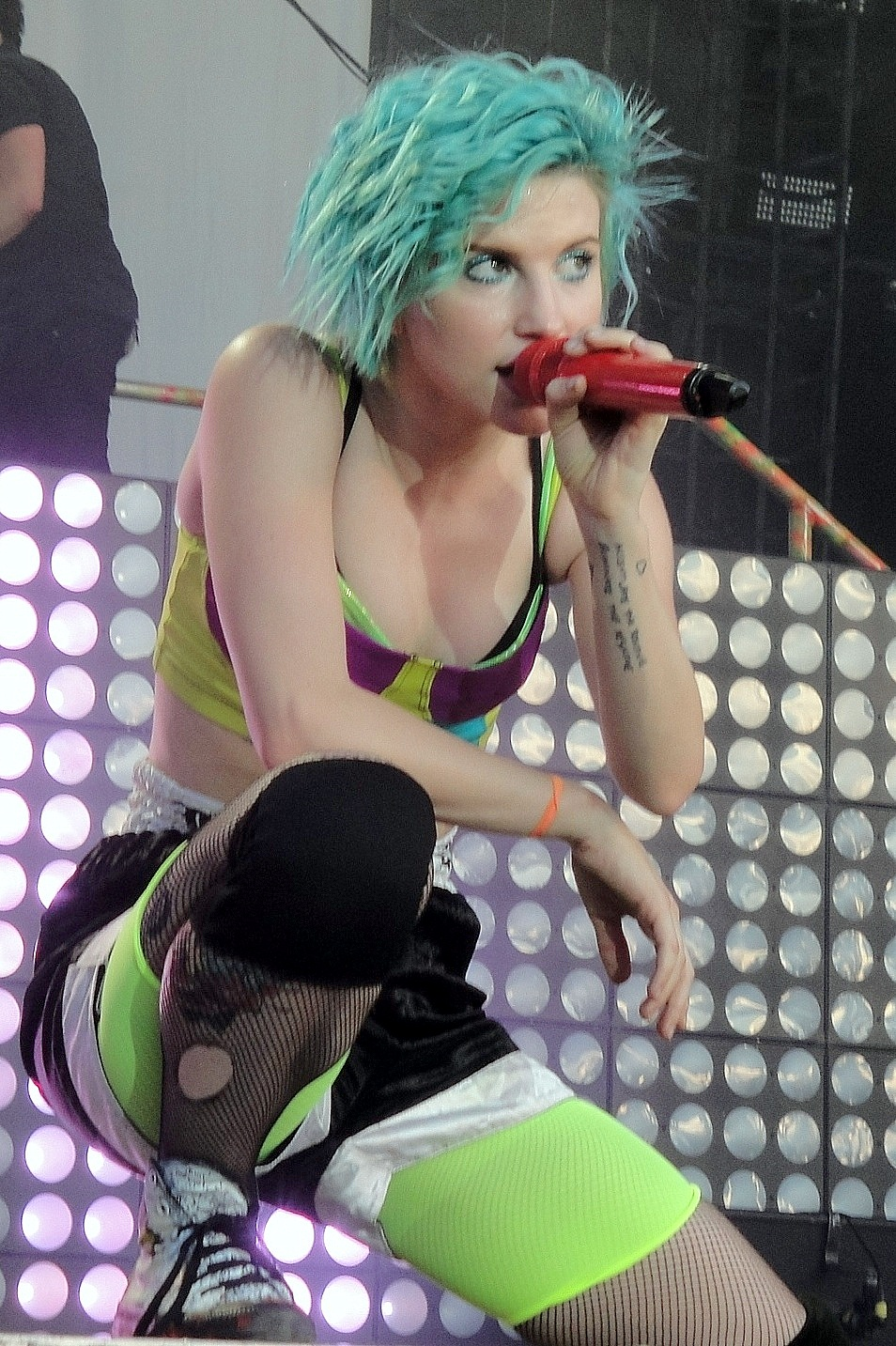
Williams actuando como parte de Paramore en Monumentour en 2014

Williams escribió y grabó la canción «Teenagers», que apareció en la banda sonora del largometraje Jennifer's Body. Tras el lanzamiento de «Teenagers», Williams declaró que no tenía planes de establecerse como artista en solitario. En 2010, apareció en los temas «Airplanes» y «Airplanes, Part II» del álbum debut del rapero alternativo B.o.B, B.o.B Presents: The Adventures of Bobby Ray. Cuando se publicó como sencillo, «Airplanes» alcanzó el número uno en diecinueve países, incluido el número uno en el Reino Unido y Nueva Zelanda.
El productor de EDM Zedd y Williams colaboraron en el tema «Stay the Night», de su álbum de estudio debut, Clarity, que se publicó en 2013. Williams fue galardonada con el "Trailblazer Award" en los premios Billboard de 2014 a las mujeres de la música por dejar una huella única en la música y allanar el camino a otras artistas. En 2015, Williams protagonizó la 'Crimson Cursi' en el vídeo musical de Taylor Swift para su sencillo, "Bad Blood", junto a otras dieciséis celebridades. Junto con el miembro de la banda y cocompositor Taylor York, Williams fue nominada y ganó el Premio Grammy a la Mejor Canción de Rock en la ceremonia de 2015 por la canción «Ain't It Fun». En julio de 2015, Williams ganó el APMA como Mejor Vocalista. En 2019, colaboró con American Football en la canción "Uncomfortably Numb", que apareció en el tercer álbum de estudio homónimo de la banda.
En diciembre de 2019, el día de su 31.º cumpleaños, Williams anunció que lanzaría música en solitario en 2020, con una "muestra" que llegaría en enero. En varias ciudades de Estados Unidos y en el extranjero empezaron a aparecer folletos con una foto de Williams bajo el título Petals for Armor. Su primer sencillo en solitario «Simmer» se publicó el 22 de enero de 2020, con su correspondiente vídeo musical. Ese mismo día Williams anunció que su álbum de estudio debut, Petals for Armor, saldría a la venta el 8 de mayo de 2020. Más tarde se reveló que lanzaría un EP, Petals for Armor I, el 6 de febrero de 2020, en una entrevista con Zane Lowe en Apple Music. El 19 de marzo, anunció que posponía el lanzamiento de la segunda parte del EP, y en su lugar lanzó la canción "Roses/Lotus/Violet/Iris" con la colaboración de boygenius.
En enero de 2021, Williams comenzó a bromear con un proyecto titulado Flowers for Vases / Descansos. Lanzó extraoficialmente el sencillo «My Limb» regalando un CD con el tema a un fanático dedicado. Williams publicó el álbum el 5 de febrero de 2021.

## Carrera como empresaria

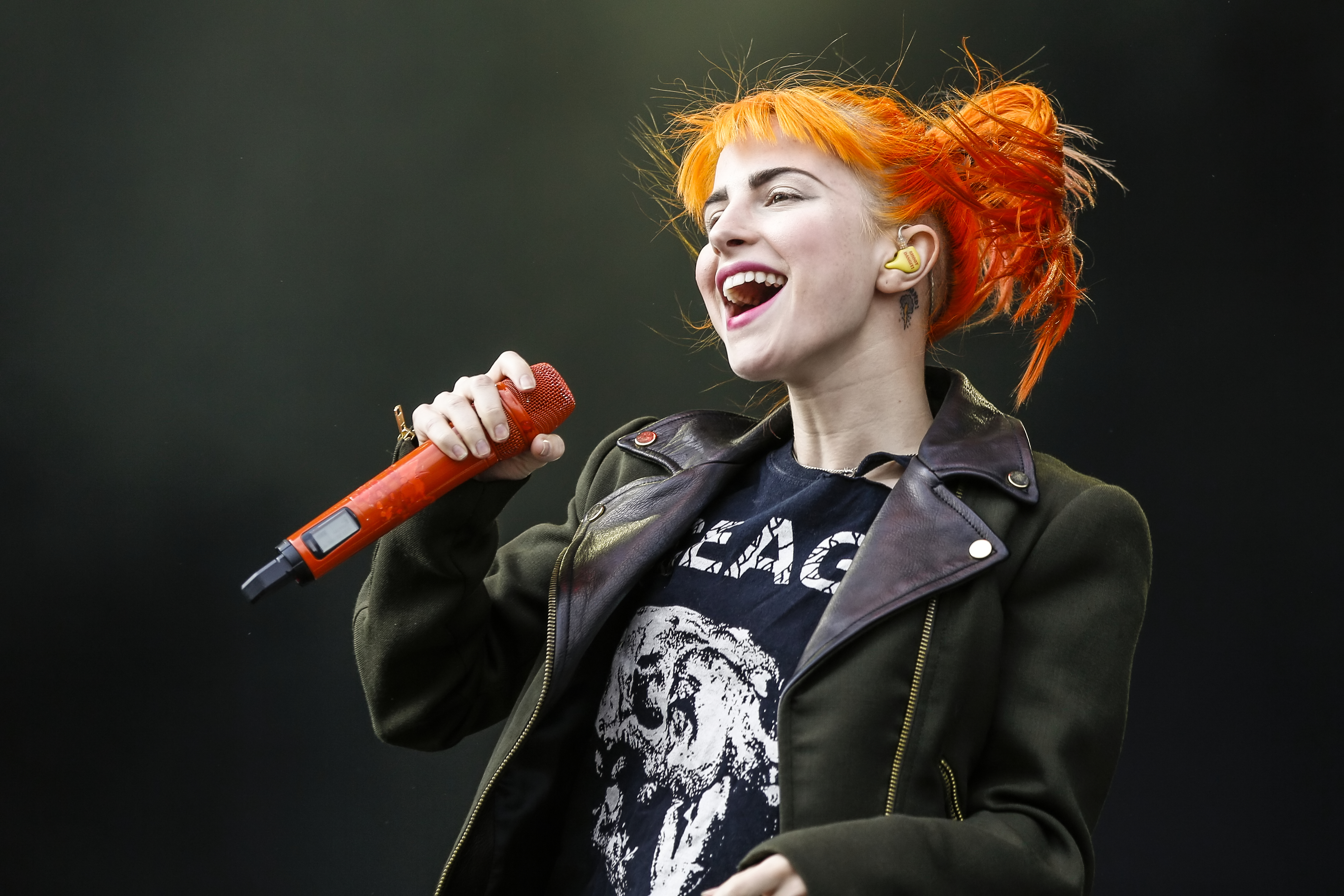
Williams actuando en Rock im Park en Núremberg, Alemania, en 2013

En marzo de 2013, Williams anunció que se asociaba con MAC Cosmetics para el lanzamiento de una nueva colección de maquillaje el 9 de abril de 2013. La colección de cuatro piezas incluía una barra de labios naranja brillante, un esmalte de uñas naranja, una sombra de ojos coral brillante y unos polvos de belleza. Hayley apareció en la portada de abril de 2013 de la revista Nylon para promocionar el álbum homónimo de Paramore.
En octubre de ese año, Williams se asoció a la campaña benéfica PINKTOBER del Hard Rock Café para concienciar y financiar el cáncer de mama y su investigación.
En 2015, lanzó la serie en línea de belleza y música "Kiss-Off" en Popular TV.
En 2016, tras más de cuatro años de planificación, Williams lanzó su propia empresa de tintes para el cabello, Good Dye Young, junto a su peluquero y maquillador, Brian O'Connor. Los colores ofrecidos por la compañía incluían un naranja, Riot!; un rosa, Ex-Girl; un azul, Blue Ruin; un amarillo, Steal My Sunshine; un rojo, Rock Lobster; un morado, PPL Eater; un verde, Kowabunga; un verde azulado, Narwhal; y un negro, None More Black. Los tintes son veganos y libres de crueldad animal.
En 2017, Good Dye Young lanzó una línea de tintes temporales para el cabello, que desaparecen después de un lavado, llamada Poser Paste, y en mayo de 2020 lanzaron Lighter Daze, una gama de cinco colores pastel semipermanentes.
En marzo de 2021, Williams anunció su colaboración con Tea Huntress, un fabricante de té de Nashville. Dos nuevas mezclas están disponibles como parte de la colaboración, llamadas Bloom y Alibi. Una parte de cada venta se donará a Thistle Farms, una organización que ayuda a las mujeres supervivientes de la trata, el abuso y la adicción.

## Vida personal

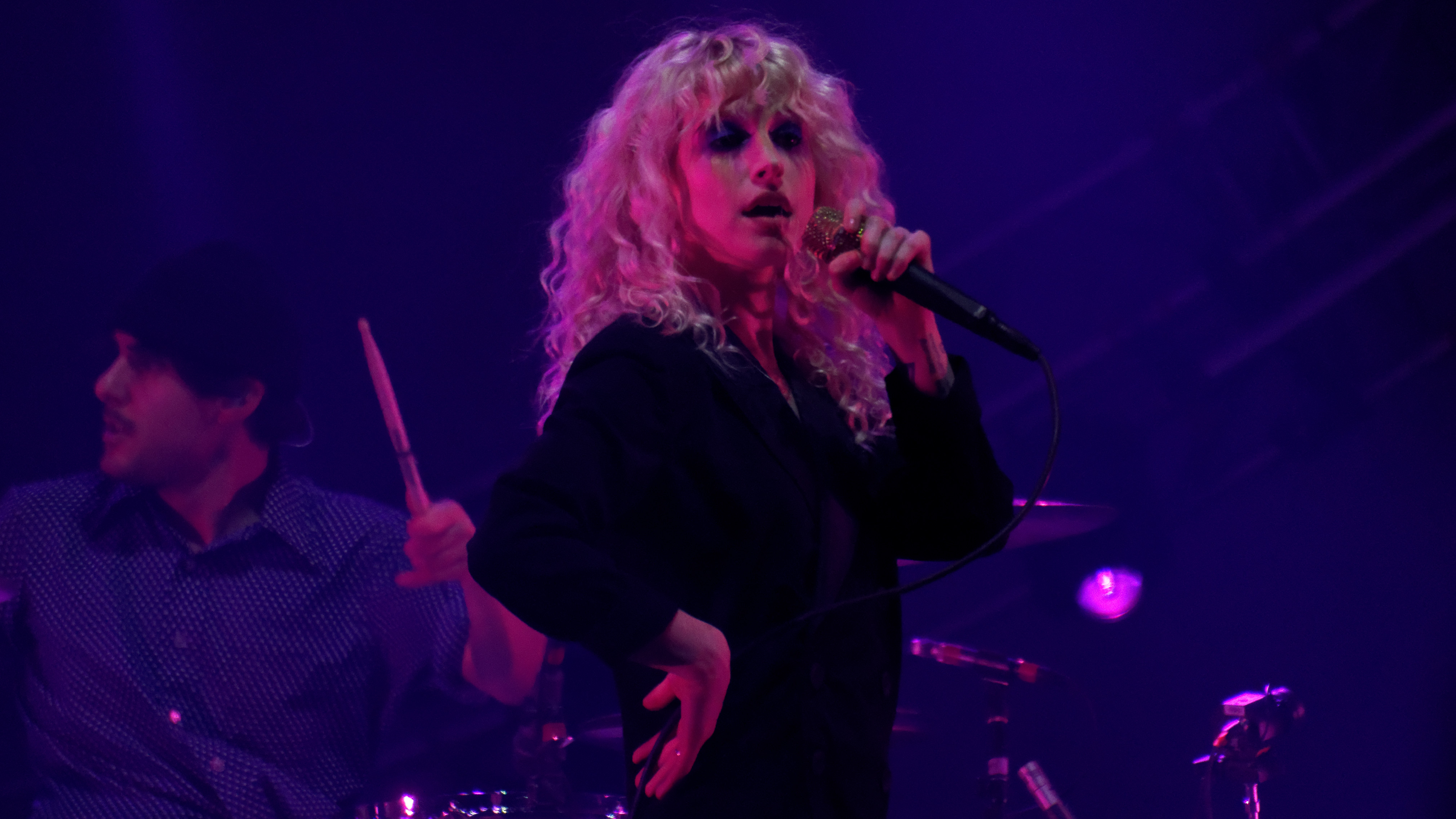
Williams actuando en 2018

Williams es cristiana y habla regularmente de su fe en relación con su música. Ha criticado el carácter crítico de algunos miembros de la comunidad cristiana. Los hermanos Farro citaron actitudes diferentes sobre la fe como factor que contribuyó a su salida de Paramore. A partir de 2007, Williams mantenía una relación con Chad Gilbert, guitarrista principal de New Found Glory. Se comprometieron el día de Navidad de 2014. Se casaron el 20 de febrero de 2016. El 1 de julio de 2017, la pareja anunció formalmente que se había separado y su divorcio pendiente se terminó de concretar a finales de 2017, durante el ciclo de gira de Paramore para After Laughter. Durante una entrevista para The Guardian en octubre de 2022, Williams confirmó su relación con el guitarrista y compañero de banda, Taylor York. 
Williams ha hecho públicas sus decisiones en contra de prácticas como fumar, beber o consumir drogas recreativas.
Williams ha sido vocal sobre sus experiencias con la depresión, lo que le hizo dejar brevemente Paramore a mediados de 2015. En una entrevista de febrero de 2020, reveló que tuvo pensamientos suicidas, pero que finalmente no actuó sobre ellos. En una entrevista de febrero de 2021, habló de cómo había sido impactada por el trauma generacional y reveló que ha estado en terapia desde la conclusión de la gira After Laughter de Paramore en 2018.
En 2015, Williams respondió a las críticas feministas sobre «Misery Business», -un sencillo del álbum Riot! de Paramore- citando su juventud e inexperiencia como un factor que contribuyó a la supuesta letra misógina de la canción. En una entrada de su blog para responder a las críticas, Williams se describió como "una orgullosa feminista. Solo que quizá no sea una feminista perfecta". En junio de 2020, Williams cedió temporalmente el control de su cuenta de Instagram al grupo activista Teens4Equality, con sede en Nashville, para destacar su trabajo en relación con el movimiento Black Lives Matter.
En octubre de 2021, Williams anunció que dejaría de utilizar sus cuentas personales en las redes sociales, citando la necesidad de establecer límites entre su vida pública y privada y el deseo de "pasar más tiempo mirando hacia arriba y hacia fuera, en lugar de hacia abajo". Esta decisión no afecta al uso de las redes sociales por parte de Paramore.

## Arte

### Influencias
Williams cita a artistas como Saves the Day, MewithoutYou, Radiohead, The Cure, No Doubt, Slick Shoes, The Chariot, Now, Now, Jimmy Eat World, Fireworks, Set Your Goals, Tegan and Sara, H2O, Lemuria y The Swellers como sus bandas favoritas. Ha señalado su admiración por cantantes femeninas como Debbie Harry, Emily Haines, Siouxsie Sioux, Gwen Stefani, Beyoncé y Brody Dalle de The Distillers.

### Voz
Williams es una soprano con un rango vocal de cuatro octavas. Emilee Lindner de MTV News ha destacado su capacidad para cantar en el registro de silbido, y Maura Johnston de Rolling Stone su estilo de canto "acrobático". Thrills también señala el ligero toque de country de Williams en algunas de sus canciones.[cita requerida]  Alternative Press escribió que Williams "tiene más carisma que las cantantes que le doblan la edad, y su banda tampoco se queda atrás en sus habilidades". El cantante y compositor John Mayer elogió la voz de Williams en una entrada de su blog en octubre de 2007, llamándola "La gran esperanza naranja" (su pelo era naranja en ese momento).

## Discografía

### Álbumes de estudio
| Título                        | Detalles                                                                                                  |
| ----------------------------- | --- |
| Petals for Armor              | - Fecha lanzamiento: 8 de mayo de 2020 - Discográfica: Atlantic - Formato: Descarga digital, streaming    |
| Flowers for Vases / Descansos | - Fecha lanzamiento: 5 de febrero de 2021 - Discográfica: Atlantic - Formato: Descarga digital, streaming |
| Ego                           | - Fecha lanzamiento: 28 de julio de 2025 - Discográfica: - - Formato: Descarga digital, streaming         |

### EP
| Título                           | Detalles                                                                                            |
| -------------------------------- | --------------------------------------------------------------------------------------------------- |
| Petals for Armor I               | - Released: 6 de febrero de 2020 - Discográfica: Atlantic - Formato: Descarga digital, streaming    |
| Petals for Armor II              | - Released: 21 de abril de 2020 - Discográfica: Atlantic - Formato: Descarga digital, streaming     |
| Petals for Armor: Self-Serenades | - Released: 18 de diciembre de 2020 - Discográfica: Atlantic - Formato: Descarga digital, streaming |

### Sencillos

#### Como artista principal
| Año  | Canción                           | Posicionamiento en las listas | Posicionamiento en las listas | Posicionamiento en las listas | Álbum                    |
| Año  | Canción                           | US Alt.                       | US Rock                       | ESC                           | Álbum                    |
| ---- | --------------------------------- | ----------------------------- | ----------------------------- | ----------------------------- | ------------------------ |
| 2011 | «Rainbow Connection» (con Weezer) | —                             | –                             | —                             | Muppets: The Green Album |
| 2020 | «Simmer»                          | 21                            | 7                             | 54                            | Petals for Armor I       |
| 2020 | «Leave It Alone»                  | —                             | 39                            | —                             | Petals for Armor I       |
| 2020 | «Roses/Lotus/Violet/Iris»         | —                             | —                             | —                             | Petals for Armor II      |
| 2020 | «Over Yet»                        | —                             | —                             | —                             | Petals for Armor II      |
| 2020 | «My Friend»                       | —                             | —                             | —                             | Petals for Armor II      |
| 2020 | «Why We Ever»                     | —                             | —                             | —                             | Petals for Armor II      |
| 2020 | «Dead Horse»                      | —                             | —                             | —                             | Petals for Armor II      |

#### Como artista invitada
| Año  | Título                                       | Posiciones | Posiciones | Posiciones | Posiciones | Posiciones | Posiciones | Posiciones | Posiciones | Certificaciones                                                                             | Álbum                                       |
| Año  | Título                                       | EUA        | AUS        | CAN        | ALE        | IRL        | NZL        | R.U.       | SUE        | Certificaciones                                                                             | Álbum                                       |
| ---- | -------------------------------------------- | ---------- | ---------- | ---------- | ---------- | ---------- | ---------- | ---------- | ---------- | ------------------------------------------------------------------------------------------- | ------------------------------------------- |
| 2010 | «Airplanes» (de B.o.B)                       | 2          | 2          | 2          | 8          | 2          | 1          | 1          | 10         | - RIAA: 6× Platino - ARIA: 4× Platino - CRIA: 3× Platino - BPI: 2x Platino - RIANZ: Platino | B.o.B Presents: The Adventures of Bobby Ray |
| 2013 | «Stay the Night» (con Zedd)                  | 18         | 11         | 20         | 15         | 8          | 20         | 2          | 47         | - ARIA: Platino - BPI: Plata - RIAA: 2x Platino                                             | Clarity                                     |
| 2015 | «Vicious Love» (con New Found Glory)         | —          | —          | —          | —          | —          | —          | —          | –          |                                                                                             | Resurrection: Ascension                     |
| 2016 | «Bury It» (con Chvrches)                     | —          | —          | —          | —          | —          | —          | –          | —          |                                                                                             | Every Open Eye                              |
| 2019 | «Uncomfortably Numb» (con American Football) | —          | —          | —          | —          | —          | —          | –          | —          |                                                                                             | American Football                           |

#### Otras apariciones
| Año  | Canción                                                                 | Álbum                                       |
| ---- | ----------------------------------------------------------------------- | ------------------------------------------- |
| 2006 | «Keep Dreaming Upside Down» (October Fall featuring Hayley Williams)    | A Season in Hell                            |
| 2007 | «Then Came to Kill» (The Chariot featuring Hayley Williams)             | The Fiancée                                 |
| 2007 | «The Church Channel» (Say Anything featuring Hayley Williams)           | In Defense of the Genre                     |
| 2007 | «Plea» (Say Anything featuring Hayley Williams and Kenny Vasoli)        | In Defense of the Genre                     |
| 2008 | «Fallen» (Death In The Park featuring Hayley Williams)                  | Death In The Park EP                        |
| 2009 | «Tangled Up» (New Found Glory featuring Hayley Williams)                | Not Without a Fight                         |
| 2009 | «The Few That Remain» (Set Your Goals featuring Hayley Williams)        | This Will Be the Death of Us                |
| 2010 | «Airplanes, Part II» (B.o.B featuring Hayley Williams and Eminem)       | B.o.B Presents: The Adventures of Bobby Ray |
| 2010 | «Fallen» (Death In The Park featuring Hayley Williams)                  | Death In The Park                           |
| 2011 | «Rainbow Connection» (Weezer and Hayley Williams)                       | Muppets: The Green Album                    |
| 2012 | «Fox's Dream of the Log Flume» (MewithoutYou featuring Hayley Williams) | Ten Stories                                 |
| 2012 | «All Circles» (MewithoutYou featuring Hayley Williams y Daniel Smith)   | Ten Stories                                 |
| 2012 | «Babe» (What's Eating Gilbert featuring Hayley Williams)                | Nashville Session                           |
| 2012 | «What's His Name» (Domestikated featuring Becca (Hayley Williams))      | Five Minutes in Timeout!                    |
| 2015 | «Wearing Your Ring» (What's Eating Gilbert featuring Hayley Williams)   | That New Sound You're Looking For           |
| 2017 | «As U Wave» (HalfNoise featuring Hayley Williams)                       | The Velvet Face EP                          |
| 2017 | «Nineteen» (Tegan and Sara featuring Hayley Williams)                   | Tegan and Sara Present The Con X: Covers    |
| 2019 | «Uncomfortably Numb» (American Football featuring Hayley Williams)      | American Football                           |
| 2023 | «Castles Crumbling» (Taylor Swift featuring Hayley Williams)            | Speak Now (Taylor's Version)                |

## Premios y nominaciones
| Año  | Premio                 | Categoría                          | Trabajo nominado           | Resultado |
| ---- | ---------------------- | ---------------------------------- | -------------------------- | --------- |
| 2009 | Shockwaves NME         | Mujer más sexy                     | Hayley Williams            | Ganadora  |
| 2010 | MTV Video Music Awards | Vídeo del año                      | «Airplanes»                | Nominada  |
| 2010 | MTV Video Music Awards | Mejor vídeo hip hop                | «Airplanes»                | Nominada  |
| 2010 | MTV Video Music Awards | Mejor colaboración                 | «Airplanes»                | Nominada  |
| 2011 | People's Choice Awards | Canción favorita                   | «Airplanes»                | Nominada  |
| 2011 | BET Awards             | Vídeo del año                      | «Airplanes»                | Nominada  |
| 2011 | BET Awards             | Mejor colaboración                 | «Airplanes»                | Nominada  |
| 2011 | Premios Grammy         | Mejor colaboración pop con vocales | «Airplanes Part II»        | Nominada  |
| 2011 | Shockwaves NME         | Mejor blog de banda o Twitter      | Twitter de Hayley Williams | Ganadora  |
| 2012 | Kerrang! Awards        | Twitera del año                    | Hayley Williams            | Ganadora  |